# Гауленд
Гауленд (англ. Howland Island) — ненаселений кораловий острів у центральній частині Тихого океану. Розташований на північ від екватора, за 3100 км (1670 миль) на південний захід від Гонолулу, на півдорозі між Гаваями й Австралією. На півдні, заході та сході від острова розташовані острови й архіпелаги держави Кірибаті. Загальна площа — 1,84 км². Інколи, разом з островом Бейкер (за 70 км на південь), острів включають до групи островів Фенікс. Острів належить США як неінкорпорована територія у складі Зовнішніх малих островів (англ. U.S. Minor Outlying Islands). На острові діє денний маяк Амелії Ергарт (0°48'24 півн. широти 176°36'59 сх. довготи). Острів лежить у часовому поясі UTC−12.

## Історія

### Рання історія
К. П. Емері (англ. K.P. Emery), етнолог Музею Бішопа (англ. Bernice Pauahi Bishop Museum) в Гонолулу на Гаваях, зазначає, що першими поселенцями на острові Манра були дві різні групи, полінезійська і меланезійська, подібне може стосуватись і острова Гауленд. Рідкісні спорадичні артефакти вказують на ранню полінезійську присутність на Гауленді (рештки каное, шматки бамбука). Також ймовірно, що перші люди потрапили на острів близько 1000 до н. е., коли східні меланезійці відправились на північ і досягли островів Равакі, Кантон, Манра та Орона з групи островів Фенікс. 
Втім, у підсумку через брак питної води поселення були залишені, як на Кіритіматі та Піткерні.

### Острів у XIX столітті
Острів був відкритий у 1822 році капітаном китобійного судна «Оено» (англ. Oeno) Джорджем Вортом (англ. George B. Wort) з острова Нантакет (штат Массачусетс, США) та названий на його честь — Ворт (англ. Worth Island)). У 1828 році капітан іншого китобійного судна «Мінерва Сміт» (англ. Minerva Smith), Даніель Маккензі (англ. Daniel MacKenzie), вважаючи цей острів незвіданим, назвав його на честь власника свого судна. 
9 вересня 1842 року капітан китобійного судна «Ізабелла» (англ. Isabella) Джордж Нетчер (англ. George E. Netcher) з Нью-Бедфорду (Массачусетс, США) перейменував острів на Гауленд, за ім'ям матроса з його команди, що першим побачив острів. Джордж Нетчер повідомив про відкриття капітана Тейлора, що відкрив подібний острів з гуано в Індійському океані, й уклав з ним угоду спільно використовувати родовища на обох островах. Тейлор познайомив Нетчера із президентом Американської компанії з видобутку гуано (англ. American Guano Company), Альфредом Г. Бенсоном (англ. Alfred G. Benson). На запрошення цієї компанії у 1854 році на кораблі капітана Поупа «Руссо» острів відвідав Стетсон, що залишив опис відвідин: «острів окупований зграями морських птахів і полчищами пацюків». 
Бенсон намагався зацікавити компанію у видобутку гуано саме на Гауленд, проте керівники компанії вважали їх родовища недостатніми. У жовтні 1857 компанія відправила сина Бенсона Артура на острови Бейкер і Джарвіс, який також відвідав і острів Гауленд, де взяв зразки гуано. Згодом Альфред Бенсон пішов з компанії й разом з Нетчером, Тейлором і Джорджем У. Бенсоном сформували Компанію Сполучених Штатів із видобутку гуано (англ. United States Guano Company) заради експлуатації родовищ Гауленда. З 1857 року острів офіційно належить США, відповідно до Закону про гуано. Однак, коли судно компанії Бенсона дісталось острова в 1859 році, виявилось що Гауленд вже зайнятий представниками Американської компанії гуано. Компанії судилися в окружному суді Нью-Йорка. Суд постановив спільно видобувати гуано обом компаніям. 
Родовище гуано видобувалось американськими компаніями з 1857 року по жовтень 1878 року, коли родовища були істотно виснажені. У цей час у складних навігаційних умовах кілька кораблів зазнали руйнування поблизу острова.
З 1886 до 1891 року острів був окупований представниками британської компанії Джона Арундела (англ. John T. Arundel), який набирав робітників з островів Кука і Ніуе.
|             |                   |                   |               |                                  |
| Руїни маяка | Відбудований маяк | Руїни Ітаскатауну | Уламки літака | Вшанування пам'яті Амелії Ергарт |

### Гауленд у XX столітті
1935 року було розпочато американську колонізацію острова, яка припинилася з початком Другої Світової війни. Задля уточнення американського суверенітету над островом 13 травня 1936 року був виданий окремий Указ 7368, згідно з яким острів Гауленд — неінкорпорована територія під наглядом Міністерства внутрішніх справ США. Міністерство торгівлі США вирішило створити постійну присутність держави на екваторіальних островах Лайн з перспективою створення повітряної бази, що зв'яже Австралію з Каліфорнією. Для цих цілей відбувалась ротація кожні 3 місяці наукових груп у складі 4 випускників і студентів приватної школи Камеамеа (англ. Kamehameha School) в Гонолулу, група збирала ботанічні й зоологічні зразки, проводила погодинні метеорологічні спостереження. Колоністи таборилися у пів дюжині маленьких наметів на дерев'яних рамах на пляжі на західній стороні острова. Поселення назвали Ітаска, на честь свого рейсового корабля USCGC Itasca, що курсував між островами Лайн і Гаваями. У колоністів були великі запаси консервів, води та інших матеріалів, включно із бензиновим холодильником, радіо, аптечками та величезною кількістю цигарок. Колоністи розчистили злітну смугу для літаків. Подібні колонізаційні проєкти були розпочаті й на островах Бейкер і Джарвіс. Тоді на острові користувались гавайським часом UTC 10+30. Поруч зі станцією для човнів колоністи збудували із білого пісковику денний маяк і розфарбували його чорними смугами.
Злітна смуга острова була названа на честь Джеймса Камакайві (англ. James Kamakaiwi), молодого гавайця, що прибув на острів із першою групою колоністів, був її лідером і пробув на острові найдовший час, понад 3 роки. Управління громадських робіт США (англ. Works Progress Administration) вирішило збудувати трирядну злітну смугу для першої американської повітряної навколосвітньої подорожі Амелії Ергарт (пілот) і Фреда Нунана (штурман) на двомоторному літаку Lockheed Model 10 Electra в 1937 році. Гауленд був обраний як місце для дозаправлення. Під час своєї навколосвітньої подорожі Ергарт і Нунан вилетіли з Лае на Новій Гвінеї, але так і не дістались острова. Їхній радіосигнал був спійманий радіостанцією Гауленда, але власне самого літака так ніхто й не побачив. На честь загиблої маяк на острові назвали її ім'ям.
Під час Другої світової війни, 8 грудня 1941 року, наступного дня після подій в Перл-Гарборі, 14 двомоторних японських бомбардувальників Mitsubishi G3m групи Хітосі (яп. 千歳海軍航空隊) з авіабази на Кваджалейні атакували острів Гауленд. Загинули двоє колоністів зі школи Камеамеа, Річард Вейлі (англ. Richard "Dicky" Kanani Whaley) і Джозеф Келіханануі (англ. Joseph Kealoha Keliʻhananui), також була зруйнована злітна смуга і маяк. Два дні по тому японський підводний човен обстріляв залишки колонії. Один бомбардувальник повертався двічі протягом наступних тижнів і бомбив руїни Ітаскатауну. Два студенти, що залишалися в живих були евакуйовані ВМС США 31 січня 1942 року на есмінці USS Helm. Гауленд був зайнятий батальйоном морської піхоти Сполучених Штатів у вересні 1943 року і використовувався для потреб військово-морської авіації до травня 1944 року, після чого острів був остаточно залишений. 10 липня 1944 року Вільям Гайнс (англ. William Hines) через пожежу гідролітака Martin PBM Mariner (BuNo 48199) здійснив вимушену посадку в океані поблизу узбережжя Гауленду. Екіпаж був врятований катером берегової охорони USCGC Balsam і доставлений на острів Кантон.
Маяк був відновлений на початку 1960-х років матросами з корабля берегової охорони США Blackhaw. У 1967 році Ен Пелегріно (англ. Ann Pellegreno) під час меморіальної подорожі навколо світу, вшановуючи пам'ять Амелії Ергарт, скинула вінок на острів. У 1997 році це повторила Лінда Фінч (англ. Linda Finch). Станом на 2010 рік, денний маяк Амелії Ергарт зазнає руйнації, фарбу змили дощі.

## Географія
Гауленд — витягнутий з півночі на південь кораловий піщаний острів завширшки до 800 м, оточений вузьким кораловим рифом, що може становити небезпеку для суден. Лагуна на острові відсутня. Протяжність берегової лінії — 6,4 км, бухт і заток немає. На західному піщаному узбережжі існує місце для причалювання човнів. Висота рельєфу — 0-3 м. Найвища точка, 6 м над рівнем моря, знаходиться в центральній частині острова.
Корисні копалини відсутні.
Клімат екваторіальний, з мізерними опадами, постійними вітрами й пекучим сонцем.
Природні джерела питної води відсутні.
|                  |           |                     |                   |                  |
| Старовинна карта | Карта ЦРУ | Супутниковий знімок | Ландшафт Гауленду | Гаулендський риф |

## Флора і фауна
Острів майже повністю вкритий трав'янистою рослинністю, повзучими пагонами та низьким чагарником пізонії (Pisonia). Під час відвідин острова у 1942 році повідомлялось про мертві стовбури гасового дерева (Cordia subcordata) у центрі острова. Відвідувачі острова у 2000 році залишили його опис як «вирівняного плаского, без жодного дерева, із залишками руїн будівлі». Інвазійний представник родини тонконогових, пальчатка (Digitaria) успішно конкурує з місцевими видами.
Острів є притулком морських птахів, а води навколо коралових рифів багаті рибою. Фауна острова досить сильно постраждала внаслідок діяльності інвазійних видів: чорних пацюків (Rattus rattus), завезених у 1854 році, і кішок (Felis catus), завезених для боротьби з пацюками у 1938 році, які за рік впорались із завданням й почали знищувати птахів, допоки самі не були винищені у 1985 році.
|  |  |                             |                                 |              |
|  |  | Сула жовтодзьоба на острові | Крем'яшник (Arenaria interpres) | Рак-самітник |

### Заповідник

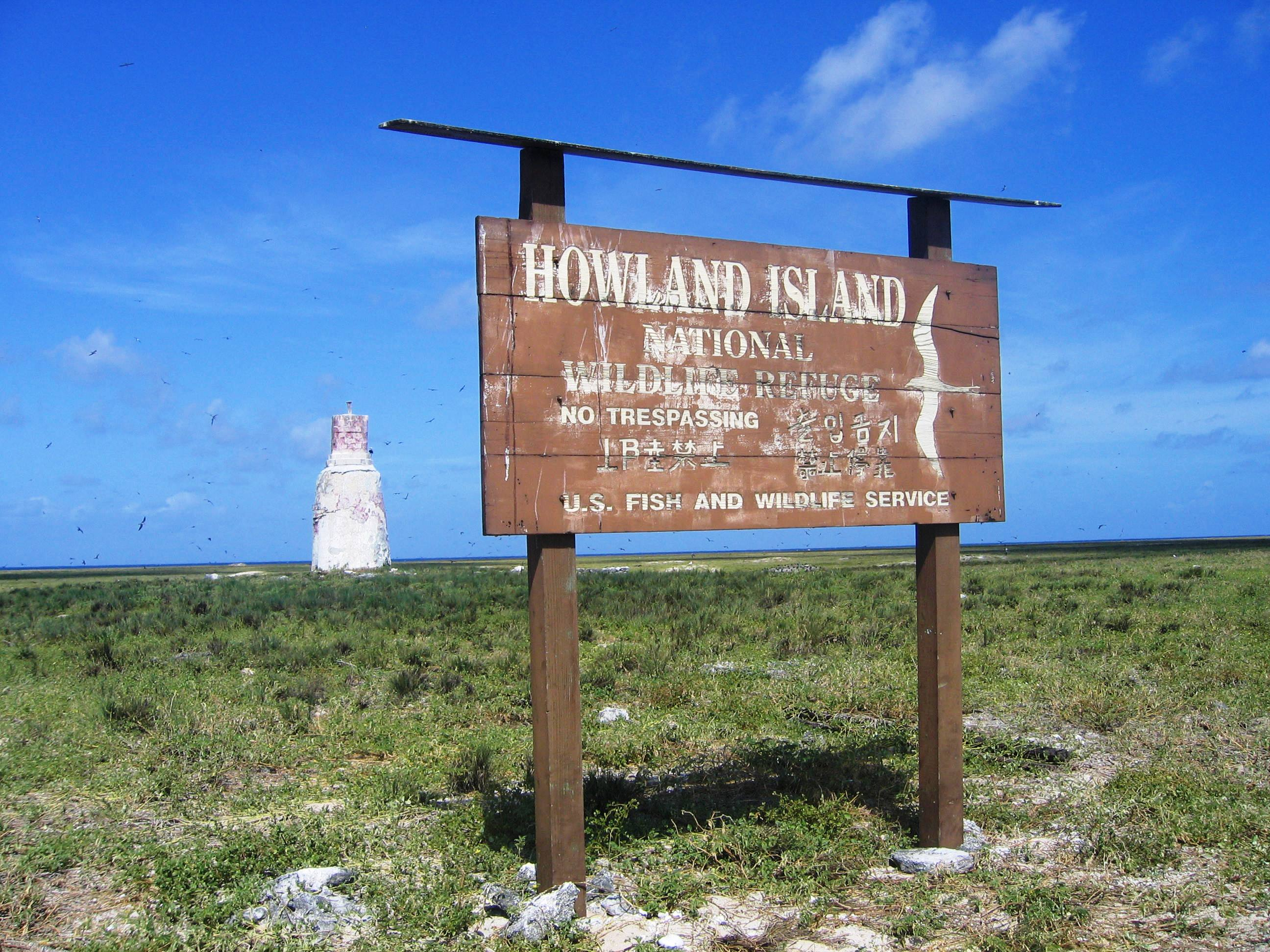

Національний заповідник дикої природи острова Гауленд (англ. Howland Island National Wildlife Refuge) поєднує в собі як саму територію острова (2,62 км²), так і 1660,63 км² (410 351 акр) навколишньої акваторії. Заповідник створено 27 червня 1974 року указом міністра внутрішніх справ Роджерса Мортона (англ. Rogers Morton). Національний заповідник знаходиться у віданні Служби рибних ресурсів та дикої природи США (англ. United States Fish and Wildlife Service, FWS), як острівна територія, частина національної морської пам'ятки природи Тихоокеанські віддалені острови (англ. Pacific Remote Islands Marine National Monument), що була утворена в січні 2009 року указом президента США, Джорджа Буша.

## Населення
Постійного населення на острові немає. Щорічно тут бувають представники Міністерства внутрішніх справ та Берегової охорони США. Міністерство внутрішніх справ США керує островом, як неінкорпорованою територією, в рамках Національної програми порятунку дикої природи. Відвідини острова можливі лише за спеціальною перепусткою Служби рибних ресурсів та дикої природи США, як правило, лише для вчених і викладачів. Представники служби відвідують острів в середньому раз на 2 роки, задля економії бюджетних коштів, поєднуючи свої мандрівки з радіоаматорами й представниками берегової охорони США.

## Економіка
Економічна діяльність відсутня. Існує лише одне місце на західному узбережжі для причалювання суден, де морські судна стають на зовнішні якірні стоянки. США заявили тут свою виключну економічну зону радіусом 200 морських миль і територіальні води у 12 морських миль навколо узбережжя острова.